# ناحیه فیرفکس، شهرستان پولک، مینه سوتا
ناحیه فیرفکس (به انگلیسی: Fairfax Township) یک منطقهٔ مسکونی در ایالات متحده آمریکا است که در شهرستان پولک، مینه‌سوتا واقع شده‌است.
 ناحیه فیرفکس ۹۳٫۲ کیلومتر مربع مساحت و ۲۱۳ نفر جمعیت دارد و ۲۷۱ متر بالاتر از سطح دریا واقع شده‌است.